# Andre Agassi Tennis
Andre Agassi Tennis è un videogioco di tennis distribuito nel 1992.
Il gioco è stato sviluppato per Super Nintendo Entertainment System, Sega Mega Drive, Sega Master System e Game Gear per poi essere convertito per cellulari.

## Modalità di gioco
Vi sono tre modalità di gioco: carriera, esibizione o pratica; in quest'ultima si devono respingere un sempre numero crescente di palle da tennis sparate da una macchina. 
Durante la modalità carriera il giocatore viaggia attraverso vari impianti tennistici del mondo. Se riesce a vincere tutti i tornei a cui partecipa, può prendere parte alla sfida finale Andre Agassi (l'unico tennista realmente esistente presente nel videogioco) per il titolo di miglior giocatore al mondo.